# Opegrapha
Genre
Opegrapha est un genre de champignon lichenisé appartenant à la famille des Roccellaceae.